# Helina africana
Helina africana är en tvåvingeart som först beskrevs av Malloch 1921.  Helina africana ingår i släktet Helina och familjen husflugor. Inga underarter finns listade i Catalogue of Life.